# Отель для насекомых
Гостиница для насекомых, также отель для насекомых, домик для насекомых — сооружение, построенное для привлечения насекомых. Могут иметь различные формы и размеры в зависимости от своей цели и типа насекомых, для которых они предназначены. Чаще всего состоят из нескольких различных секций, предоставляющих насекомым место для гнёзд (особенно зимой), а также для укрытия или убежища. Гостиницы используют для привлечения опылителей.

## Цель
Гостиницы насекомых часто используются как гнёзда, например, для одиночных пчёл и ос. Эти насекомые приносят добычу в гнездо, в котором они откладывают яйца. Также гостиницы создаются для зимовки насекомых, например, для божьих коровок и, возможно, бабочек.
Гостиницы насекомых популярны среди садоводов и овощеводов, так как привлекают насекомых — опылителей растений. Кроме того, гостиницы насекомых могут выполнять декоративную функцию, и всё чаще их можно найти в пабах и различных туристических объектах.

## Типы
Хорошими материалами для постройки гостиницы являются сухие каменные стены или старая плитка. Используются камень и дерево, в частности, брёвна, кора, связанные стебли тростника или бамбука. Отверстия, просверленные в материалах для домика, привлекают насекомых, которые оставляют там личинки. Для привлечения разнообразных типов насекомых в гостиницу рекомендуется использовать различные типы материалов и разные диаметры отверстий в них.
Готовые гостиницы для насекомых можно найти в садовых центрах, в частности, в экологических и образовательных центрах и организациях.

### Одиночные пчелы и осы
Одиночные пчёлы и осы не живут в улье с маткой, это могут быть как самцы, так и самки. Оплодотворённая самка строит внутри дерева гнездо из дерева или камня.
Чаще всего пчелиная гостиница строится из распиленного бревна или части срубленного ствола дерева. Также гостиницу можно построить из камней. В дереве на расстоянии нескольких сантиметров просверливаются отверстия разных размеров (например, 2, 4, 6, 8 мм). Они привлекают много пчёл. Отверстия должны быть слегка наклонены, чтобы в них не попала дождевая вода. Они должны быть просверлены на большую глубину, но не насквозь. Входы в эти норки должны быть достаточно гладкими, чтобы не повредить нежные тела насекомых. У деревянных гостиниц часто отшлифовывают внешнюю поверхность. Гостиницу лучше разместить в тёплом защищённом месте, таком как стена или живая изгородь, обращённая на юг (в северном полушарии). Первые пчёлы или осы активизируются уже к концу зимы и начинают активно искать место для гнезда. Некоторые виды любят отделывать свои гнезда глиной, камнем и песком; другие обустраиваются между кирпичами.
Для одиночных пчёл подходит даже простая связка стеблей бамбука или тростника, помещённая в старую консервную банку и подвешенная в теплом месте. Бамбук должен быть разрезан определённым образом, чтобы дать насекомым попасть внутрь. В связки можно добавлять стебли бузины, розы или ежевики, сердцевина которых послужит источником пищи.

### Бабочки
Зимующие бабочки прячутся в защищённых местах, например, в щелях домов и сараев, или в замкнутых пространствах, как, например, куча листьев. Для бабочек в гостиницах для насекомых иногда создают специальные секции с вертикальными прорезями, которые не вредят их чувствительным крыльям, однако их пригодность для бабочек оспаривается.

### Другие
Гостиницы для насекомых можно использовать для привлечения паразитических насекомых. Пчёлы-кукушки и осы откладывают свои яйца в гнёздах других насекомых, где личинки получают легкодоступную пищу без помощи родительского насекомого.
Гостиницы также привлекают хищных насекомых. В саду они помогают уничтожать вредных насекомых. Например, уховёрток полезно держать возле плодовых деревьев, поскольку они поедают тлю, которая может заразить дерево и мешать росту плодов. Терракотовый цветочный горшок, подвешенный вверх ногами и заполненный соломой или древесной шерстью, — идеальный дом для уховёрток. Божьих коровок легко привлечь, поместив пучок тонких веточек в открытый сбоку деревянный ящик, таким образом создав много небольших полостей. Божьи коровки зимуют большими группами, такая гостиница поможет поселиться множеству коровок в одном месте.
Равноногие полезны в саду в качестве падальщиков. Эти насекомые любят большие промежутки между сложенными кирпичами или черепицей, где они укрываются от дождя и прячутся от хищников.
- Домик для насекомых. Понжибо, Пюи-де-Дом, Франция
- Гостиница для насекомых в ботаническом саду
- Гостиница вблизи Кельхайма, Германия
- Гостиница из деревянных поддонов. West Grinstead railway station